# Гедеон (Харон)
Епи́скоп Гедео́н (в миру Юрий Самуилович Харон; род. 10 июня 1960, Одесса, Украинская ССР, СССР) — архиерей Украинской православной церкви на покое, епископ Макаровский, викарий Киевской епархии (2018—2023). Наместник Десятинного монастыря Рождества Пресвятой Богородицы (2009—2023).

## Биография

### До епископской хиротонии
Родился 10 июня 1960 года в городе Одессе в семье рабочих. По происхождению грек, прапрадед был архиереем (согласно биографии на сайте Московской патриархии). Его старший брат художник Александр Самуилович Харон эмигрировал в США в 1988 году.
С 1967—1977 годах учился в средней общеобразовательной школе № 7 Одессы, после окончания которой нёс послушание пономаря в храме в честь Рождества Пресвятой Богородицы в селе Усатово Беляевского района Одесской области.
С 1979 по 1982 год проходил срочную службу в рядах Советской армии. После демобилизации нёс послушание псаломщика-пономаря в Петропавловском кафедральном соборе Луганска (Ворошиловградская епархия).
Затем перешёл в клир Курской епархии, где стал келейником архиепископа Курского и Белгородского Ювеналия (Тарасова). 7 октября 1987 года архиепископом Ювеналием (Тарасовым) был пострижен в монашество с наречением имени в честь пророка Гедеона, а 8 октября в Сергиево-Казанском кафедральном соборе Курска тем же архиепископом был рукоположён в сан иеродиакона.
В июне 1988 году по приглашению архиепископа Омского Феодосия (Процюка) перешёл в клир Омской епархии. 17 марта 1989 года стал клириком кафедрального Знаменского кафедрального собора Тюмени. 18 декабря 1989 года архиепископом Феодосием рукоположён в сан иеромонаха. 14 марта 1990 года в Знаменском кафедральном соборе Тюмени епископом Тобольским и Тюменским Антонием (Черемисовым) был награжден золотым крестом «в ознаменование его усердного служения святой Христовой Церкви». 1 марта 1990 года назначен временно исполняющим обязанности наместника Знаменского Абалацкого мужского монастыря близ Тобольска. 25 июня 1990 года патриарх Московский и всея Руси Алексий II дал благословение на возведение иеромонаха Гедеона в сан игумена в связи с утверждением его в должности наместника Знаменского Абалацкого монастыря. Также служил настоятелем тюменского Всехсвятского храма в Тюмени.
В 1991 году уехал в США и перешёл в юрисдикцию РПЦЗ. Через некоторое время перешёл в юрисдикцию Православной церкви в Америке. За это время нёс послушание настоятеля: храма Покрова Пресвятой Богородицы Дома милосердия в города Сан-Франциско; храма в честь святого князя Владимира в города Санта-Барбара; монастыря в честь святителя Иоанна Шанхайского в Пойнт-Рейес-Стейшн, штат Калифорния. Получил гражданство США и служил военным священником на корабле ВМС США.
В 1999 году вернулся в Украину и стал клириком Киевской епархии Украинской православной церкви, штатный священник Ильинского храма города Киева.
В 2000 году окончил Киевскую духовную семинарию, а в 2002 году — экстерном Киевскую духовную академию.
В 2005 году назначен настоятелем киевского Десятинного храма Рождества Богородицы (планируемого нового здания на месте уничтоженного храма), в 2009 году — наместником Десятинного мужского монастыря Рождества Пресвятой Богородицы в Киеве. Его планы сооружения новой постройки возле Музея истории Украины и фундамента старинной Десятинной церкви вызвали протесты активистов, предупреждения от органов власти города Киева, заключение о незаконности такого рода сооружений от прокуратуры Украины (2007); в 2018 году комиссия Киевского городского совета по вопросам градостроительства поддержала петицию о сносе постройки УПЦ МП как незаконной.
В 2013 году по благословению митрополита Киевского и всея Украины Владимира награждён правом ношения игуменского жезла. В том же году награждён правом ношения второго креста с украшениями.

### Архиерейство
25 мая 2018 года решением Священного синода УПЦ определён быть епископом Макаровским, викарием Киевской митрополии. 16 июня был наречён, а 18 июня 2018 года в храме Рождества Пресвятой Богородицы Голосеевского благочиния Киева состоялась его епископская хиротония которую совершили: митрополит Киевский и всея Украины Онуфрий (Бурузовский), митрополит Вышгородский и Чернобыльский Павел (Лебедь), митрополит Черниговский и Новгород-Северский Амвросий (Поликова), митрополит Почаевский Владимир (Мороз), архиепископ Яготинский Серафим (Демьянов), архиепископ Ровеньковский и Свердловский Пантелеимон (Поворознюк), архиепископ Львовский и Галицкий Филарет (Кучеров), архиепископ Боярский Феодосий (Снигирёв), архиепископ Нежинский и Прилуцкий Климент (Вечеря), епископ Фастовский Дамиан (Давыдов), епископ Васильковский Николай (Почтовый), епископ Арцизский Виктор (Быков), епископ Барышевский Виктор (Коцаба), епископ Белогородский Сильвестр (Стойчев), епископ Добропольский Спиридон (Головастов).
В конце ноября 2018 года Верховный суд Украины приступил к рассмотрению дела по поданному им иску, объединив его с двумя иными аналогичными исками, — к Верховной раде из-за её обращения ко Вселенскому патриарху Варфоломею о предоставлении автокефалии Православной церкви на Украине: потребовал отменить соответствующее постановление парламента, считая его вмешательством государства во внутренние дела церкви.
В начале февраля 2019 года по благословению митрополита Онуфрия посетил Конгресс США. По словам Гедеона, в ходе общения выяснилось, что конгрессмены не владеют в полной мере информацией о религиозной жизни на Украине. Гедеон осветил ситуацию, связанную с нарушением прав верующих, рассказал о нападениях на храмы УПЦ, избиениях верующих, притеснениях священнослужителей со стороны радикальных организаций, передал обращение Украинской православной церкви, адресованное госсекретарю США Майклу Помпео и конгрессменам, в котором Церковь просит рассмотреть случаи нарушения прав и свобод верующих: «Украинское правительство приняло законы, которые позволяют конфисковывать не только наши приходские церкви, но и наши монастыри и величественные соборы, олицетворяющие многовековую историю православной церкви на Украине. Оно хочет передать их новой церковной организации и заставить наш народ посещать её службы. В глазах нашего народа эта новая церковь — обман, а духовенство не легитимно».
13 февраля 2019 года был задержан в киевском аэропорту Борисполь во время оформления пассажиров рейса, прибывшего из Франкфурта, и отправлен обратным рейсом во Франкфурт; погранслужба Украины пояснила, что его украинский заграничный паспорт был изъят как недействительный, поскольку у данного лица имеется гражданство нескольких стран (США и России) и он был лишён гражданства Украины в июле 2018 года. Председатель Синодального информационно-просветительского отдела Украинской православной церкви архиепископ Климент (Вечеря) заявил, что причина запрета на въезд — обращение к Конгрессу США, а цель акции — «устрашить всех остальных». Аналогичное мнение о инциденте высказал российским СМИ заместитель главы Синодального отдела по взаимоотношениям Церкви с обществом и СМИ Московского патриархата Вахтанг Кипшидзе. Юридический отдел УПЦ заявил, что, несмотря на лишение Гедеона гражданства Украины и выдворения его за пределы Украины, «епископ Макаровский Гедеон остаётся архиереем Украинской Православной Церкви и наместником Десятинного монастыря г. Киева». 19 сентября 2019 года Окружной административный суд Киева признал незаконным лишение епископа Гедеона украинского гражданства.
20 марта 2023 года Синод УПЦ удовлетворил прошение епископа Гедеона и отправил его на покой, в то же время освободив его от должности наместника в Десятинном монастыре.